# Бологовський район
Бологовський район (рос. Бологовский район) — муніципальний район у складі Тверської області Російської Федерації.
Адміністративний центр — Бологе.

## Адміністративний устрій
До складу району входять 2 міських та 9 сільських поселень:
1. міське поселення місто Бологе
2. Куженкінське міське поселення
3. Березайське сільське поселення (центр — селище Березайка)
4. Березорядське сільське поселення (центр — село Березовський Рядок)
5. Валдайське сільське поселення (центр — селище Ликошино)
6. Виползовське сільське поселення (центр — селище Виползово)
7. Гузятінське сільське поселення (центр — селище Гузятіно)
8. Кафтинське сільське поселення (центр — село Тімково)
9. Кемецьке сільське поселення (центр — село Кемці)
10. Куженкінське сільське поселення (центр — село Куженкіно)
11. Рютинське сільське поселення (центр — село Заборки)